# Западно-Австралийская котловина
За́падно-Австрали́йская котлови́на или котловина Уортон (англ. Wharton Basin) — подводная котловина в восточной части Индийского океана.
Замкнута на юге Западно-Австралийским хребтом, на западе — Восточно-Индийским хребтом, на севере — цепью подводных гор между Кокосовыми островами и Рождества, на востоке — материковым склоном Австралии.
Преобладает расчленённый холмистый рельеф дна. Глубина составляет 5000—6500 м, на отдельных поднятиях падает до 1555 м. Близ Австралии имеются крупные горные массивы, представляющие собой, по-видимому, остатки древних материковых структур. Грунты дна слагают красные глины, радиоляриевые и фораминиферовые илы. Широко развиты железо-марганцевые конкреции; на вершинах гор и холмов — выходы коренных пород.